# Tangihanga
Tangihanga oder Tangi beschreibt den Vorgang der Trauerarbeit in der Kultur der Māori, wenn jemand gestorben ist. Die Praktiken und der Ablauf können von Iwi (Stamm) zu Iwi unterschiedlich sein. Gemeinsam ist aber, den Sinn und die Bedeutung des Verlustes auszudrücken, auch denen gegenüber, die schon vorher gestorben sind.

## Ablauf
Traditionell wurden Tangihangas innerhalb eines Marae abgehalten, doch heutzutage finden sie auch in Privatwohnungen und Leichenhallen statt. Tangihangas dauern in der Regel drei Tage, beginnend mit dem Tod einer Person, und dauern über das Begräbnis hinaus, bis die Rituale und Zeremonien der Trauerarbeit als vollständig betrachtet werden können.
Die Maori glauben, dass sich der Tūpāpaku (Leichnam) im Moment des Todes in einem schlafähnlichen Zustand befindet. Es ist üblich, den Sarg bis zum Begräbnis offen zu lassen, so dass Trauernde den Tūpāpaku berühren, küssen, umarmen und beweinen können, um so ihren Kummer auszudrücken. Bestandteil des Glaubens ist, dass der Leichnam bis zur Beerdigung nie allein gelassen werden darf. Nahestehende Familienmitglieder verbleiben bei dem Verstorbenen während des Zeitraums des Tangihanga, unterstützt von älteren weiblichen Verwandten. In der Nacht vor der Beerdigung versammeln sich die Familienmitglieder um die verstorbene Person, singen Lieder in Erinnerung an sie und erzählen sich lustige Geschichten über das Erwachsenwerden. Der Sarg wird vor Sonnenaufgang verschlossen.
Viele reisen oft über lange Distanzen, um dem Tangihanga beizuwohnen und ihren Respekt gegenüber der verstorbenen Person zu zeigen. In der Regel wird der Familie Unterstützung angeboten, wobei es gängige Praxis ist, der Familie oder der Gemeinschaft des Marae eine Koha (Geschenk oder Spende), die normalerweise aus einem Geldbetrag besteht, anzubieten.
Wenn die Tangihanga innerhalb eines Marae stattfindet, werden die Ankommenden mit einer Powhiri (Willkommenszeremonie) begrüßt. Währenddessen werden Reden gehalten, so als wenn direkt mit dem Toten gesprochen würde. Es ist die Überzeugung der Maori, dass der Geist des Verstorbenen bis zu dessen Begräbnis in seinem Körper verbleibt.
Wenn ein Verstorbener Verbindungen zu verschiedenen Stämmen hatte, kann sich zwischen den Verwandten eine Debatte darüber ergeben, wo der Leichnam bestattet werden soll. Die Reden können zuweilen hitzig und recht anstrengend sein, was aber als ein Zeichen von Liebe und Achtung vor dem Verstorbenen gewertet wird.